# Castellafiume
Castellafiume (Casteglio in dialetto marsicano), è un comune italiano di 1 061 abitanti della provincia dell'Aquila in Abruzzo.

## Geografia fisica
Il paese è situato a 840 m s.l.m. alle pendici del monte Aurunzo sul versante settentrionale della valle di Nerfa, nella Marsica. Il suo territorio è percorso dal fiume Liri e include anche la frazione di Pagliara dei Marsi abitata da poche decine di residenti, distante circa quattro chilometri dal capoluogo comunale. 
Sulle pendici del monte Girifalco si trovano i ruderi del castello di Pagliara. Il comune di Castellafiume confina a sud con il territorio di Capistrello, a nord con quello di Cappadocia, ad est con il borgo di Corcumello e ad ovest con la località turistica di Camporotondo.

## Storia

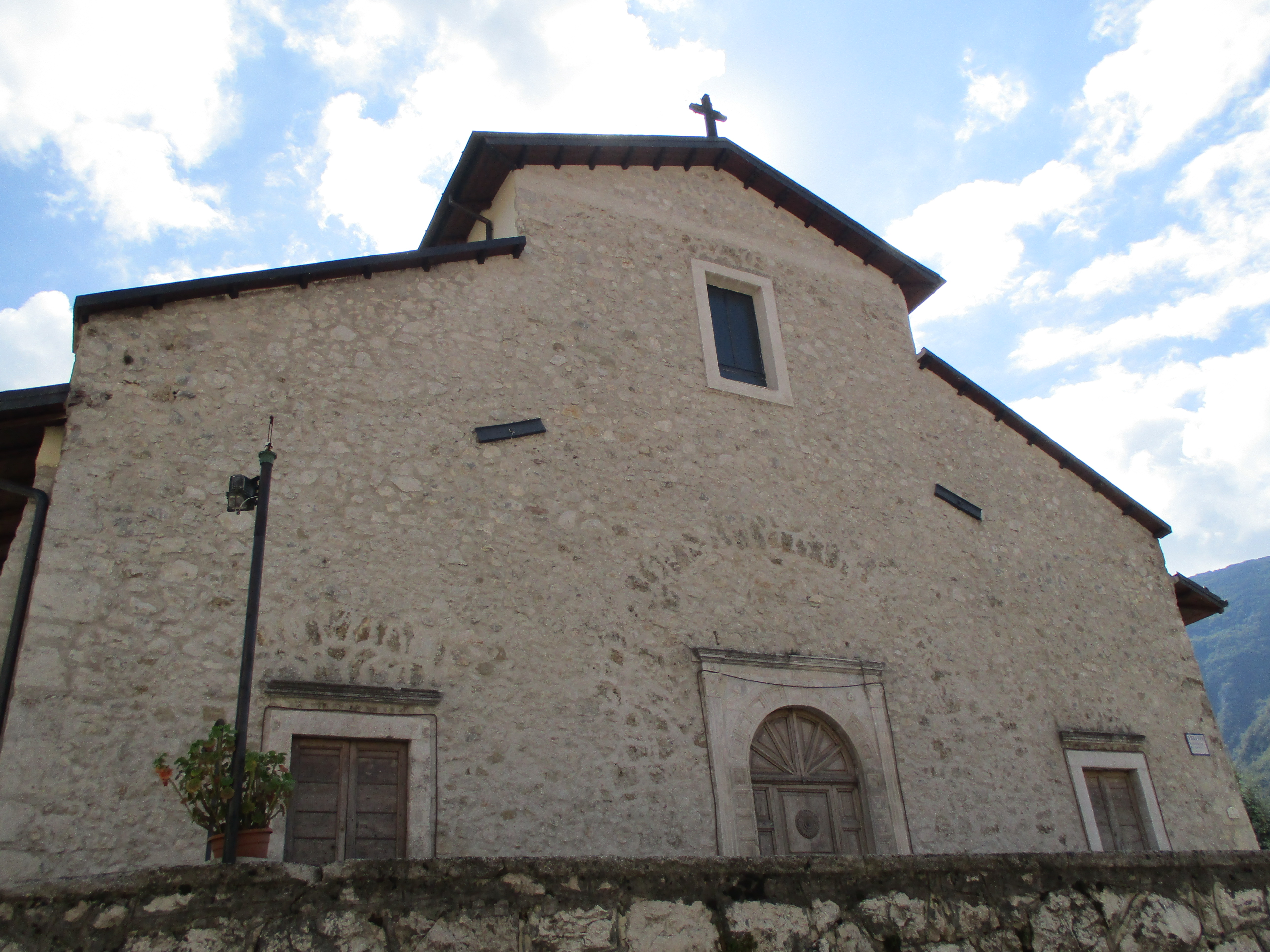
Chiesa di San Nicola

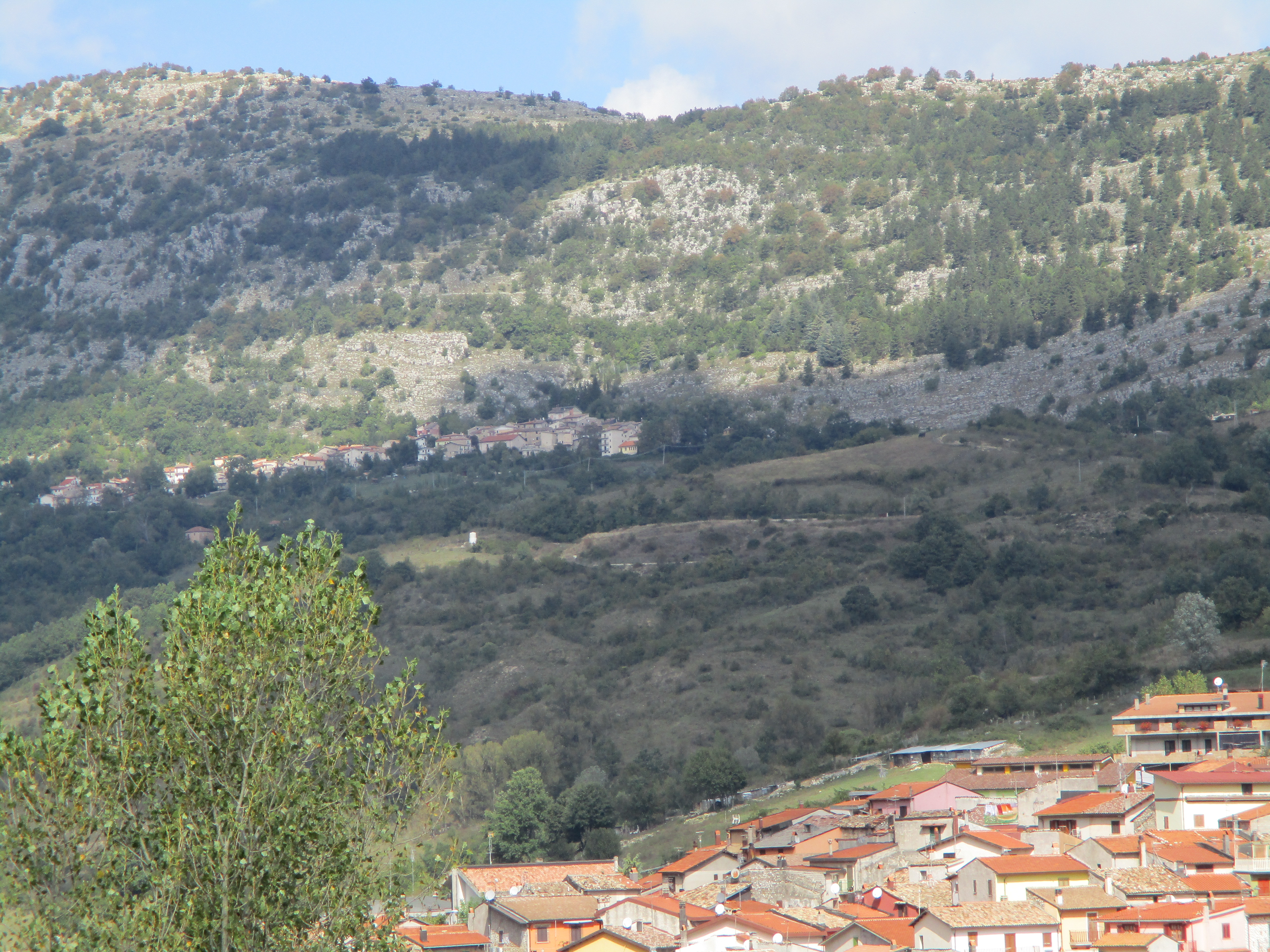
Pagliara dei Marsi vista da Castellafiume

Il nome di Castellafiume deriva dal nome latino "Castrum fluminis", ovvero castello sul fiume Liri situato all'altezza della confluenza con il torrente Rio Sonno (o Riosondoli). Lo storico Muzio Febonio riportò nella Historiae Marsorum che il castello venne edificato in prossimità di una chiesetta dedicata a san Benedetto in località Pascusano (o Pesculano). In alcuni antichi documenti ecclesiastici l'edificio di culto risulta essere stato donato nella seconda metà dell'XI secolo da Gregorio, probabilmente un abate, ai monaci di Montecassino. Il possedimento di Pascusano da parte dei benedettini sarebbe però quasi certamente localizzato nei pressi dei casali sorti intorno al castello di Meta, al centro della valle Roveto. 
Tuttavia la presenza benedettina è stata accertata nel territorio di Castellafiume. Attorno all'incastellamento medievale, sviluppatosi a monte rispetto al corso del fiume Liri, si riunirono i pastori e gli abitanti della valle di Nerfa che edificarono il nucleo urbano originario. Nel XII secolo Castellafiume diventò un centro abitato di un certo rilievo tanto che nel catalogo dei Baroni viene citato come feudo di ben quattro militi. Padroni del feudo, diviso in due parti, erano Oderisio da Verrecchie e Bonaventura di Tagliacozzo. 
Probabilmente nello stesso periodo doveva essere stata costruita la chiesa di San Nicola, mentre intorno al vicino castello di Girifalco si sviluppò il nucleo urbano di Pagliara.
Intorno al 1278, circa dieci anni dopo aver sconfitto Corradino di Svevia nella famosa battaglia di Tagliacozzo, Carlo I d'Angiò donò la chiesa di Castellafiume alla badìa cistercense di Santa Maria della Vittoria a Scurcola Marsicana, il cui abate aveva poteri assai simili a quelli di un vescovo. 
Nel XIV secolo Castellafiume passò alla famiglia Orsini, rimanendo assoggettata al loro potere per oltre cento anni, dopo di che passò sotto il dominio della famiglia Colonna, come gran parte dei centri dell'area marsicana.
Dal 1806, anno dell'abolizione dei feudi, Castellafiume divenne frazione del comune di Cappadocia. Fu nel 1830 che il paese ottenne l'autonomia amministrativa aggregando anche la piccola frazione di Pagliara dei Marsi. In epoca contemporanea il terremoto della Marsica del 1915 colpì gravemente il comune causando danni e diciotto vittime.

## Monumenti e luoghi d'interesse

### Architetture religiose
- Chiesa di San Nicola di Bari.
- Chiesa di San Rocco.
- Grotta situata in località Ponte, dedicata dal 2013 al culto della Madonna della Ravara[10].
- Chiese del Santissimo Salvatore e della Madonna della Neve a Pagliara dei Marsi.
- Cappella della Cona sul monte Girifalco.

### Architetture civili
Borgo Fonte VecchiaLa parte più antica del paese situata alle pendici del monte Aurunzo è costituita di edifici ottocenteschi.
Acquedotto dell'ArunzoCanale sotterraneo ideato dal console Lucio Arrunzio e realizzato tra il 41 e il 54 d.C. nello stesso periodo della realizzazione dei cunicoli di Claudio alla base del monte Aurunzo tra Castellafiume e Corcumello.

### Architetture militari
- Ruderi del castello Orsini-Colonna[14].
- Ruderi del castello di Girifalco a Pagliara dei Marsi.

### Monumenti
- Monumento all'Emigrante situato nell'omonima piazza[15].

### Aree naturali
- Grotta di San Lorenzo, piccola cavità situata sul monte Girifalco adibita durante il Medioevo a un romitorio dedicato a San Pietro da Corcumello[16].
- Laghetto Valleverde
- Torrente Rio Sonno
- Valle di Nerfa
- Fiume Liri
- Monte Aurunzo
- Monti Simbruini

## Società

### Evoluzione demografica
Abitanti censiti

### Tradizioni e folclore
Durante il mese di maggio si svolgono annualmente le feste patronali in onore dei compatroni san Nicola di Bari e Madonna del Rosario.

## Amministrazione
Sul sito del Ministero dell'interno sono disponibili i dati di tutte le elezioni amministrative di Castellafiume dal 1985 ad oggi.
| Periodo        | Periodo        | Primo cittadino    | Partito                               | Carica  | Note   |
| -------------- | -------------- | ------------------ | ------------------------------------- | ------- | ------ |
| 23 aprile 1995 | 12 giugno 1999 | Aurelio Maurizi    | Coalizione di centro                  | Sindaco |        |
| 13 giugno 1999 | 9 gennaio 2003 | Quirino Ricci      | Lista civica                          | Sindaco | [ 19 ] |
| 26 maggio 2003 | 13 aprile 2008 | Quirino Ricci      | Coalizione di centro                  | Sindaco |        |
| 14 aprile 2008 | 26 maggio 2013 | Aurelio Maurizi    | Lista civica Uniti x Castellafiume    | Sindaco |        |
| 27 maggio 2013 | 9 giugno 2018  | Domenico Mariani   | Lista civica Insieme per il progresso | Sindaco |        |
| 10 giugno 2018 | 14 maggio 2023 | Giuseppina Perozzi | Lista civica Futuro in comune         | Sindaco |        |
| 15 maggio 2023 | in carica      | Giuseppina Perozzi | Lista civica Futuro in comune         | Sindaco |        |